# Nekrolog 1487
Nekrolog
◄◄
| ◄
| 1483
| 1484
| 1485
| 1486
| 1487 | 1488 | 1489 | 1490 | 1491 | ► | ►►
Weitere Ereignisse | Allgemeiner Nekrolog 1487
Die Beschreibung der verstorbenen Person sollte so kurz wie möglich gehalten sein und nur deren signifikante Tätigkeit(en) enthalten.
Neue Namen ggf. auch unter dem Geburts- und Sterbedatum, also etwa unter 1. Januar und im Geburts- und Sterbejahr (2024) eintragen (nur bei entsprechender großer Wichtigkeit). Für Beispiele siehe die schon vorhandenen Artikel.
Außerdem über die fünf zuletzt Verstorbenen, zu denen es einen ausreichend guten Artikel für eine Präsentation auf der Hauptseite gibt, nach der todesbedingten Überarbeitung der Artikel ggf. auch unter Wikipedia Diskussion:Hauptseite informieren und sie am besten auch in den anderen Wikipedia-Sprachversionen eintragen. Tipp: Regelmäßig bei news.google.de nach „ist tot“, „gestorben“ oder „verstorben“ suchen.
Wenn eine Person gestorben ist, gibt es viele Seiten zu dieser Person in der Wikipedia, die davon auch betroffen sind und entsprechend aktualisiert werden müssen. Beispiele: Namenübersichtsseite, Geburtsjahr, Geburtsort-Seiten und viele mehr.
Wie finde ich die betroffenen Seiten?
Im Suchfeld auf der linken Seite gibt man den Suchbegriff so ein: „Vorname Nachname“. Dann klickt man auf Volltext und alle Seiten mit entsprechendem Suchtext werden aufgerufen. Hier sieht man dann schnell, wo auch das Todesjahr Sinn macht oder sogar ein Teil des Artikels angepasst werden muss. Auch hilft das „Werkzeug“ auf der linken Seite sehr gut, um solche Seiten aufzufinden: „Links auf diese Seite“. Somit ist die Wikipedia wieder aktuell in allen Bereichen! Hinweis: bei Eintragung der Kategorie „Gestorben JAHR“ wird der Missbrauchsfilter 49 ausgelöst, was jedoch nicht schlimm ist. Siehe: Spezial:Missbrauchsfilter/49
Dies ist eine Liste von im Jahr 1487 verstorbenen bekannten Persönlichkeiten. Die Einträge erfolgen innerhalb der einzelnen Daten alphabetisch sortiert. Tiere sind im Nekrolog für Tiere zu finden.

## Januar
| Tag        | Name                    | Beruf, bekannt als                                                     | Alter | Beleg |
| ---------- | ----------------------- | ---------------------------------------------------------------------- | ----- | ----- |
| 14. Januar | Thomas Rode             | römisch-katholischer mecklenburgischer Geistlicher, Domherr und Propst |       |       |
| 26. Januar | Philipp von Henneberg   | Bischof von Bamberg                                                    |       |       |
| 29. Januar | Wedigo Gans von Putlitz | römisch-katholischer Bischof von Havelberg                             |       |       |

## März
| Tag      | Name              | Beruf, bekannt als                       | Alter | Beleg |
| -------- | ----------------- | ---------------------------------------- | ----- | ----- |
| 21. März | Niklaus von Flüe  | Schweizer Einsiedler, Asket und Mystiker |       |       |
| 21. März | Bernhard von Rohr | Salzburger Erzbischof                    |       |       |

## April
| Tag       | Name                       | Beruf, bekannt als                              | Alter | Beleg |
| --------- | -------------------------- | ----------------------------------------------- | ----- | ----- |
| 12. April | Rudolf IV.                 | Markgraf von Hachberg-Sausenberg                |       |       |
| 29. April | Wolfhart VI. von Borsselen | französischer Adliger, Marschall von Frankreich |       |       |

## Mai
| Tag     | Name                    | Beruf, bekannt als               | Alter | Beleg |
| ------- | ----------------------- | -------------------------------- | ----- | ----- |
| 11. Mai | Sibylla von Helfenstein | Äbtissin des Fraumünsters Zürich |       |       |
| 27. Mai | Tilokarat               | 9. König der Mengrai-Dynastie    |       |       |

## Juni
| Tag      | Name                             | Beruf, bekannt als                  | Alter | Beleg |
| -------- | -------------------------------- | ----------------------------------- | ----- | ----- |
| 16. Juni | John de la Pole, Earl of Lincoln | englischer Adliger, Earl of Lincoln |       |       |
| 16. Juni | Martin Schwartz                  | deutscher Söldnerführer             |       |       |
| 26. Juni | Johannes Argyropulos             | byzantinischer Humanist             |       |       |

## Juli
| Tag      | Name               | Beruf, bekannt als                       | Alter | Beleg |
| -------- | ------------------ | ---------------------------------------- | ----- | ----- |
| 16. Juli | Branda Castiglioni | italienischer Kleriker, Bischof von Como |       |       |
| 16. Juli | Charlotte          | Königin von Zypern                       | 43    |       |

## August
| Tag        | Name                        | Beruf, bekannt als                                                       | Alter | Beleg |
| ---------- | --------------------------- | ------------------------------------------------------------------------ | ----- | ----- |
| 15. August | Lorenz III. von Freiberg    | deutscher römisch-katholischer Geistlicher; Bischof von Gurk (1472–1487) |       |       |
| 20. August | Jacques de Luxembourg-Ligny | Adliger im Dienst der Herzöge von Burgund und des Königs von Frankreich  |       |       |

## September
| Tag           | Name                   | Beruf, bekannt als                                                             | Alter | Beleg |
| ------------- | ---------------------- | ------------------------------------------------------------------------------ | ----- | ----- |
| 9. September  | Chenghua               | chinesischer Kaiser der Ming-Dynastie                                          | 39    |       |
| 28. September | Keckhans von Gemmingen | 1462 siegreich gegen Ulrich V. von Württemberg, Begründer der Linie Michelfeld |       |       |

## Oktober
| Tag                   | Name               | Beruf, bekannt als                                            | Alter | Beleg |
| --------------------- | ------------------ | ------------------------------------------------------------- | ----- | ----- |
| 2. Oktober/3. Oktober | Johannes de Stokem | franko-flämischer Komponist und Sänger der frühen Renaissance |       |       |

## November
| Tag          | Name                     | Beruf, bekannt als      | Alter | Beleg |
| ------------ | ------------------------ | ----------------------- | ----- | ----- |
| 1. November  | Johann V. von Weißenbach | Bischof von Meißen      |       |       |
| 27. November | Sigismund III.           | Fürst von Anhalt-Dessau |       |       |
| 28. November | Han Myung-hoi            | koreanischer Politiker  | 72    |       |

## Datum unbekannt
| Tag                   | Name                                   | Beruf, bekannt als                                               | Alter | Beleg |
| --------------------- | -------------------------------------- | ---------------------------------------------------------------- | ----- | ----- |
|                       | Baccio Baldini                         | italienischer Kupferstecher                                      |       |       |
|                       | Mara Branković                         | serbische Prinzessin aus dem Adelsgeschlecht der Branković       |       |       |
|                       | Bruno Bruskow                          | Bürgermeister von Lübeck                                         |       |       |
| Oktober oder November | John Hothby                            | englischer Musiktheoretiker und Komponist der frühen Renaissance |       |       |
|                       | Johann Koch genannt Meister            | Buchdrucker in Basel                                             |       |       |
|                       | John Sutton or Dudley, 1. Baron Dudley | englischer Soldat und Politiker                                  |       |       |
|                       | Yunus Khan                             | Khan der Tschgatai-Mongolen                                      |       |       |
|                       | Peter Rot                              | Schweizer Politiker                                              |       |       |
|                       | Louise Rych                            | Schweizer Dominikanerin                                          |       |       |